# Walter Baade
Wilhelm Heinrich Walter Baade, nemško-ameriški astronom in astrofizik, * 24. marec 1893, Schröttinghausen, Vestfalija, Nemčija,  † 25. junij 1960, Göttingen, Nemčija.

## Življenje in delo
Baade je študiral Univerzi v Münstru in Univerzi v Göttingenu, kjer je leta 1919 diplomiral. Preden je leta 1931 emigriral v ZDA, je delal na Observatoriju v Bergedorfu. Na Observatoriju Mt. Wilson se je posvetil predvsem zvezdam in Osončju. Leta 1934 je neodvisno od Zwickyja podal domnevo o obstoju nevtronskih zvezd.
Med drugo svetovno vojno so bila mesta v Ameriki zatemnjena in Baade je lahko uporabljal zrcalni daljnogled na Mt. Wilsonu do polnih zmogljivosti. V tem obdobju je študiral zvezde v središču Andromedine galaksije. Na svoje veliko presenečenje je odkril, da najsvetlejše zvezde v središču niso belomodre, kot je predvideval, temveč stare rdeče velikanke. Iz opazovanj je sklepal, da obstajata dva tipa zvezdnih populacij. Zvezde I. populacije sestavljajo mlade, vroče zvezde, II. populacijo pa stare rdeče zvezde. Spiralne rokave galaksij sestavljajo večinoma zvezde I. populacije, središčna območja galaksij in kroglaste kopice pa sestavljajo zvezde II. populacije. Še več, v območju zvezd I. populacije se nahaja veliko medzvezdnega prahu in plina in zvezde še vedno nastajajo, medtem ko je v območju zvezd II. populacije vsa snov za nastanek zvezd že porabljena.
Po koncu vojne je bil Baade premeščen na Observatorij Mt. Palomar, kjer je lahko uporabljal 5080 mm Halejev zrcalni daljnogled. Tu se je lotil proučevanja zelo šibkih spremeljivk, ki jih z daljnogledom na Mt. Wilsonu ni mogel videti. Leta 1952 je odkril, da sodijo kratkoperiodične spremenljivke, ki sta jih uporabila Hubble in Humason za določanje oddaljenosti galaksij, v I. populacijo. Odkritje je bilo izrednega pomena, ker so zvezde I. populacije dvakrat svetlejše kot zvezde II. populacije, iz česar je sklepal, da so dvakrat bolj oddaljene in da je Vesolje veliko večje, kot so sprva domnevali. Baade je ugotovil, da naša Galaksija ni večja od Andromedine, kot so mislili, temveč je s svojimi 100 milijardami zvezd celo manjša. Tako je izmeril pravilne razdalje galaksij, ki naj bi bile okoli dvakrat večje, kot so mislili do tedaj. Tako Leavittine in Hubblove kefeide pripadajo različnima tipoma.
Ugotovil je, da je Rakovica preostanek supernove iz leta 1054. Odkril je tudi več optično vidnih teles, ki so jih poznali le po njihovih radijskih virih.
Odkril je dva nova asteroida s posebnimi lastnostmi. Leta 1920 je odkril 944. asteroid Hidalgo s premerom okoli 24 do 48 km in s tirom, ki ga iz notranjega Osončja iz perihelija blizu Marsovega tira pripelje v afeliju skoraj do Saturna, tako da njegov tir močno spominja na kometovo z obhodno dobo okoli 14 let. Njegov tir je zelo nagnjen proti ekliptiki za okoli 43°. Verjetno ga je na tako nevsakdanji tir že davno pritegnil Jupiter. Leta 1949 je na Haleovih observatorijih (sedaj observatorij Mt. Palomar) odkril 1566. asteroid Ikar, s premerom okoli 1,5 (0,8) km in nagibom 23°, ki je doslej edini znani asteroid s perihelijem znotraj Merkurjevega tira in mora biti v tej točki peklensko vroč. Rotira približno v 2,5h in spada v skupino Apoloncev. V periheliju je od Sonca oddaljen samo 28 milijonov km. Tedaj se temperatura na njegovi površini gotovo povzpne na 500 °C. Le 200 dni kasneje je v afeliju oddaljen 295 milijonov km, daleč za najbolj oddaljeno točko Marsovega tira. Podobno se gibljeta 1862. asteroid Apollo in 1221. asteroid Amor.
Baade je ostal na Mt. Palomarju do leta 1958, nakar se je vrnil v Nemčijo in postal profesor v Göttingenu.

## Priznanja

### Nagrade
Za svoje dosežke na področju znanosti je leta 1954 prejel zlato medaljo Kraljeve astronomske družbe, leta 1955 medaljo Bruceove Tihomorskega astronomskega društva in leta 1958 lektorat Henryja Norrisa Russlla Ameriškega astronomskega društva.

### Poimenovanja
Po njem se imenuje asteroid 1501 Baade, udarni krater Baade na Luni, dolina (vallis) na Luni, eden od dveh Magellanovih daljnogledov Observatorija Las Campanas v La Sereni, Čile in Baadejevo okno – področje skoraj brez prahu blizu galaktičnega jedra v Strelcu.